# Homaluroides stenrothi
Homaluroides stenrothi är en tvåvingeart som först beskrevs av Frey 1918.  Homaluroides stenrothi ingår i släktet Homaluroides och familjen fritflugor. Inga underarter finns listade i Catalogue of Life.